# Populus rouleauana
Populus rouleauana är en videväxtart som beskrevs av B. Boiv.. Populus rouleauana ingår i släktet popplar, och familjen videväxter. Inga underarter finns listade i Catalogue of Life.